# S闘争
S闘争（エスとうそう）とは、ドヤ街で行われていた日本の新左翼の闘争の一つ。犯罪者や精神障害者の解放を目指す闘争である。

## 概要

### 個別Sとは
ドヤ街を活動拠点としていた、精神障害のある新左翼活動家を、そのイニシャルから新左翼は「個別S」と呼び、「S闘争」の名称の由来となった。ここでは、この個別Sの生涯について記述する。
個別Sは、1942年（昭和17年）に広島県呉市で誕生した。小さい頃に父を亡くし、母も姦通（彼らの表現では「愛の遍歴」）を重ねていたことで、彼の家庭は事実上崩壊していた。そのため、個別Sは生涯「愛」というものに執着し、これが原因で何回も精神科病院に入院させられることになる。
中学卒業後、地元の造船会社に就職し、定時制高校にも通ったが、その頃から精神障害を患うようになり、16歳の時に精神科病院に入院させられる。退院後は、全日制高校に転校し大学入試に備えた。
1963年（昭和38年）、広島大学政治経済学部に入学した。大学時代は民青に加盟していたが、程なく離脱した。
1968年（昭和43年）6月30日、中核派の呼びかけに賛同し、三里塚闘争の集会に参加する。その帰途、山谷に赴き、翌年まで「寄せ場解放」に身を投じることになる。
1970年（昭和45年）1月、広島大学時代に片思いしていた女性に会うために国鉄四ツ谷駅に行き、「愛しい女性のところに連れて行ってくれる」電車に抱き付こうとして駅員に制止される。そのため駅員を殴り、「電車に乗せてくれないのなら・・・」、と線路上を歩き出したので、通報を受けた警察官が彼を拘束して精神科病院に入院させた。
退院後の同年8月、傷害事件を起こし指名手配されたので、あいりん地区に潜入した。翌年8月にあいりん地区の女性活動家と同棲生活を始めた。
1971年（昭和46年）1月、個別Sは同棲の女性を殴打し、友人も殴った。翌日、大阪港で船員と喧嘩をして、またも精神科病院に入院することになった。
その後、度々傷害事件を起こしては、その都度、精神科病院に入院するという生活を繰り返した。
1976年（昭和51年）2月16日、個別Sは大阪拘置所で病死した。

### 思想
新左翼は、この個別Sの死を「国家権力による虐殺」と決め付け、彼の生き様・死に様を通じて犯罪者や精神障害者の「解放」を説いたのである。
いわゆる「市民社会」と呼ばれているものは、資本主義体制の搾取や抑圧を正当化するシステムに他ならず、その市民社会の枠から外れた犯罪者や精神障害者の暴力を積極的に評価するものである。そして市民社会に順応している大多数の市民こそ、資本主義の搾取や抑圧に加担する「犯罪者」であり、それに気付かない「精神異常者」であるとする。
犯罪者や精神障害者の暴力的エネルギーを革命へのエネルギーへと転換する思想が、まさしくマルクス主義であり、毛沢東やヴォー・グエン・ザップやチェ・ゲバラのように、軍事戦略をもって市民社会を打倒しなければならないとする。
全ての犯罪者や精神障害者はS闘争の旗の下に参集せよと呼びかけている。

## 彼らが評価する犯罪一覧
新左翼はこれらの犯罪を「階級矛盾・階級抑圧」の情況の下に発生した行動とし、その暴力行為を積極的に評価している。
- 小松川事件
- 金嬉老事件
- 永山則夫連続射殺事件
- 東京タワー占拠事件

もっとも、浅沼稲次郎暗殺事件や三島事件のような右翼が起こした犯罪については、単なる「狂気」として、切り捨てている。